# Peranua conspiciens
Peranua conspiciens là một loài bướm đêm trong họ Noctuidae.